# Panthera pardus japonensis
Panthera pardus japonensis és una subespècie del lleopard (Panthera pardus). És un animal gros, amb un pelatge ataronjat més fosc i taques negres més grans que altres subespècies. Es troba al nord de la Xina. N'hi ha 2.500 exemplars en estat salvatge en poblacions molt fragmentades i 100 en captivitat.